# عملية طوقات
عملية طوقات (بالتركية: Tokat Harekâtı) هي عملية قامت بها القوات الجوية التركية والقوات البرية التركية في شمال العراق في 14 يونيو 1996. حدث ذلك تنفيذا لاستهداف حزب العمال الكردستاني (PKK). كانت هذه الحادثة جزءًا من عملية أكبر تسمى عملية الصلب. ادعت الحكومة التركية بعد انتهاء العملية مقتل 6 جنود أتراك و90 متمردًا من حزب العمال الكردستاني.